# Corvidae (Sibley)
Famille
Dans la phylogénie de Sibley et Monroe, cette famille parfois appelée Corvidés regroupe les 125 espèces classées dans la famille des Corvidés au sens strict, mais aussi celles de nombreuses autres familles de la classification traditionnelle.
Les corvidés sont une famille de passereaux, appartenant plus précisément au sous-ordre des passeri. Cette famille comprend notamment les corbeaux, les corneilles, les geais, les choucas, les pies et les casse-noix.
Ils sont considérés comme étant les oiseaux les plus intelligents, ayant démontré leur conscience d'eux-mêmes dans des tests avec des miroirs (pie bavarde) ou leur capacité à fabriquer des outils (corbeaux), une capacité qu'on croyait jusque-là réservée uniquement aux humains et à quelques grands mammifères.
Ils ont une taille petite à moyenne, avec des pattes et des becs forts, et une seule mue par année alors que la plupart des passereaux en ont deux. On les trouve dans le monde entier, à l'exception de la pointe de l'Amérique du Sud et des deux pôles. On trouve le plus grand nombre d'espèces en Amérique du Sud et du Centre et dans le Sud de l'Asie et l'Eurasie. L'Amérique du Nord, l'Afrique et l'Océanie accueillent moins de dix espèces chacune.

## Liste des familles
- Aegithinidés,
- Artamidés,
- Campéphagidés,
- Corcoracidés,
- Corvidés
- Cracticidés,
- Dicruridés,
- Grallinidés,
- Malaconotidés,
- Monarchidés,
- Néosittidés
- Oriolidés,
- Parchycéphalidés.
- Paradiséidés.
- Petroïcidés,
- Platysteiridés,
- Pityriaséidés,
- Prionopidés,
- Rhipiduridés,
- Vangidés,

Elle comprend plus d'une centaine de genres :

## Listes des genres
- Aegithina Vieillot, 1816
- Aleadryas Iredale, 1956
- Androphobus Hartert & Paludan, 1934
- Aphelocoma Cabanis, 1851
- Arses Lesson, 1830
- Artamella Sclater, 1924
- Artamus Vieillot, 1816
- Astrapia Vieillot, 1816
- Batis Boie, 1833
- Bias Lesson, 1830
- Calicalicus Bonaparte, 1854
- Calocitta Gray, 1841
- Campephaga Vieillot, 1816
- Campochaera Salvadori, 1878
- Chaetorhynchus Meyer, 1874
- Chasiempis Cabanis, 1847
- Cicinnurus Vieillot, 1816
- Cinclosoma Vigors & Horsfield, 1827
- Cissa Boie, 1826
- Cissilopha
- Clytorhynchus Elliot, 1870
- Cnemophilus De Vis, 1890
- Colluricincla Vigors & Horsfield, 1827
- Coracina Vieillot, 1816
- Coracornis Riley, 1918
- Corcorax Lesson, 1830
- Corvus Linnaeus, 1758
- Cracticus Vieillot, 1816
- Crypsirina Vieillot, 1816
- Cyanocitta Strickland, 1845
- Cyanocorax Boie, 1826
- Cyanolanius Bonaparte, 1854
- Cyanolyca Cabanis, 1851
- Cyanopica Bonaparte, 1850
- Daphoenositta De Vis, 1897
- Dendrocitta Gould, 1833
- Dicrurus Vieillot, 1816
- Dryoscopus Boie, 1826
- Elminia Bonaparte, 1854
- Epimachus Cuvier, 1816
- Erythrocercus Hartlaub, 1857
- Eulacestoma De Vis, 1894
- Eupetes Temminck, 1831
- Euryceros Lesson, 1831
- Eutrichomyias Meise, 1939
- Falculea Geoffroy Saint-Hilaire, 1836
- Falcunculus Vieillot, 1816
- Garrulus Brisson, 1760
- Grallina Vieillot, 1816
- Gymnorhina Gray, 1840
- Gymnorhinus Wied-Neuwied, 1841
- Hemipus Hodgson, 1845
- Hylocitrea Mathews, 1925
- Hypositta Newton, 1863
- Hypothymis Boie, 1826
- Ifrita Rothschild, 1898
- Lalage Boie, 1826
- Lamprolia Finsch, 1874
- Laniarius Vieillot, 1816
- Lanioturdus Waterhouse, 1838
- Leptopterus Bonaparte, 1854
- Loboparadisea Rothschild, 1896
- Lophorina Vieillot, 1816
- Lycocorax Bonaparte, 1853
- Macgregoria De Vis, 1897
- Machaerirhynchus Gould, 1851
- Malaconotus Swainson, 1824
- Manucodia Boddaert, 1783
- Mayrornis Wetmore, 1932
- Melampitta Schlegel, 1871
- Metabolus Bonaparte, 1854
- Mohoua Lesson, 1837
- Monarcha Vigors & Horsfield, 1827
- Myiagra Vigors & Horsfield, 1827
- Neolalage Mathews, 1928
- Nilaus Swainson, 1827
- Nucifraga Brisson, 1760
- Oreoica Gould, 1838
- Oriolia Geoffroy Saint-Hilaire, 1838
- Oriolus Linnaeus, 1766
- Pachycare Gould, 1876
- Pachycephala Vigors, 1825
- Paradigalla Lesson, 1835
- Paradisaea Linnaeus, 1758
- Parotia Vieillot, 1816
- Peltops Wagler, 1829
- Pericrocotus Boie, 1826
- Perisoreus Bonaparte, 1831
- Philentoma Eyton, 1845
- Pica Brisson, 1760
- Pitohui Lesson, 1830
- Pityriasis Lesson, 1839
- Platylophus Swainson, 1832
- Platysmurus Reichenbach, 1850
- Platysteira Jardine & Selby, 1830
- Podoces Fischer von Waldheim, 1821
- Pomarea Bonaparte, 1854
- Prionops Vieillot, 1816
- Pseudobias Sharpe, 1870
- Pseudopodoces Zarudny & Loudon, 1902
- Psilorhinus Ruppell, 1837
- Psophodes Vigors & Horsfield, 1827
- Pteridophora Meyer, 1894
- Ptiloris Swainson, 1825
- Ptilorrhoa Peters, 1940
- Ptilostomus Swainson, 1837
- Pyrrhocorax Tunstall, 1771
- Rhagologus Stresemann & Paludan, 1934
- Rhipidura Vigors & Horsfield, 1827
- Rhodophoneus Heuglin, 1871
- Schetba Lesson, 1830
- Seleucidis Lesson, 1834
- Semioptera Gray, 1859
- Sphecotheres Vieillot, 1816
- Strepera Lesson, 1830
- Struthidea Gould, 1837
- Tchagra Lesson, 1830
- Telophorus Swainson, 1832
- Temnurus Lesson, 1830
- Tephrodornis Swainson, 1832
- Terpsiphone Gloger, 1827
- Trochocercus Cabanis, 1850
- Turnagra Lesson, 1837
- Tylas Hartlaub, 1862
- Urocissa Cabanis, 1850
- Vanga Vieillot, 1816
- Xenopirostris Bonaparte, 1850
- Zavattariornis Moltoni, 1938

## Référence
- (en) Zoonomen Nomenclature Resource (Alan P. Peterson) : Corvidae  dans Passeriformes
- (en) Tree of Life Web Project : Corvidae
- (fr) Oiseaux.net : Corvidae
- (en) Fauna Europaea : Corvidae (consulté le 15 mars 2023)
- (en) Paleobiology Database : Corvidae Vigors 1825
- (fr + en) ITIS : Corvidae
- (en) Animal Diversity Web : Corvidae
- (en) NCBI : Corvidae (taxons inclus)